# Tulane Stadium
Le Tulane Stadium était un stade de football américain de 80 985 places situé à La Nouvelle-Orléans, Louisiane.
L'équipe de football américain universitaire du Green Wave de Tulane y évoluait dans cette enceinte inaugurée en 1926. Les Saints de La Nouvelle-Orléans (NFL) évoluèrent dans ce stade de 1967 à 1974.

## Événements
- Sugar Bowl, 1935 à 1974
- Pelican Bowl (7 décembre 1974)
- Super Bowl IV (11 janvier 1970)
- Super Bowl VI (16 janvier 1972)
- Super Bowl IX (12 janvier 1975)